# Arrondissement de Darou Minam 2
L'arrondissement de Darou Minam 2 est l'un des arrondissements du Sénégal. Il est situé dans le département de Malem Hodar et la région de Kaffrine.
Il a été créé par un décret du 10 juillet 2008.
Il compte quatre communautés rurales :
- Communauté rurale de Darou Minam 2
- Communauté rurale de Khelcom
- Communauté rurale de Ndiobène Samba Lamo, créée en 2011[3]
- Communauté rurale de Ndioum Ngainth

Son chef-lieu est Darou Minam 2.